# Cinclidium minutifolium
Cinclidium minutifolium là một loài Rêu trong họ Mniaceae. Loài này được Broth. mô tả khoa học đầu tiên năm 1929.